# Stazione di Isola Capo Rizzuto
La stazione di Isola Capo Rizzuto (già stazione di Pudano) è un'ex stazione ferroviaria trasformata in posto di movimento, ubicato al km 241+313 della ferrovia Jonica.
La gestione dell'impianto è affidata a Rete Ferroviaria Italiana.

## Storia
L'8 maggio 1911 l'impianto, allora denominato "Pudano" e classificato come casa cantoniera, venne trasformato in stazione. Successivamente assunse la nuova denominazione di "Isola Capo Rizzuto".
La lontananza della stazione dal centro abitato non favorì l'uso del servizio ferroviario decretandone la conversione in posto di movimento il 12 dicembre 2010.

## Movimento
La stazione in precedenza era servita da treni regionali operanti prevalentemente sulle relazioni Catanzaro Lido - Crotone e Catanzaro Lido - Sibari.